# Carrers coberts de Verdú
Carrers coberts de Verdú és una obra de Verdú (Urgell) inclosa a l'Inventari del Patrimoni Arquitectònic de Catalunya.

## Descripció
Els carrers coberts de la vila de Verdú tenen una estreta connexió amb el passat de la vila com a vila closa i emmurallada. Aquests vestigis medievals ens remeten a un tipus d'urbanisme on l'espai s'havia d'aprofitar molt i sovint els primers pisos de les cases es construïen damunt del mateix carrer. D'altra banda, aquestes estructures cobertes permetien crear espais públics, aixoplugats en cas de pluja, on celebrar mercats i fires. Arquitectònicament aquests carrers es caracteritzen per ser successions d'embigats superiors que uneixen diversos arcs de mig punt seqüencials al llarg del carrer cobert. El fet que es conservin aquests arcs també porta a pensar que podien haver fet la funció d'entrades de la vila closa de Verdú.